# منتخب بلغاريا لهوكي الجليد
منتخب بلغاريا الوطني لهوكي الجليد هو منتخب وطني يمثل بلغاريا في منافسات هوكي الجليد الدولية، بدأ منافساته في سنة 1942، نافس في بطولة العالم لهوكي الجليد 41 مرة، يحتل حالياً التصنيف الثامن والثلاثين على العالم.